# Douglas XT-30
Douglas XT-30 là một mẫu máy bay huấn luyện nâng cao đề xuất cho quân đội Hoa Kỳ. Nhưng nó không bao giờ được chế tạo.

## Tính năng kỹ chiến thuật (projected)
Dữ liệu lấy từ Francillon, René J. McDonnell Douglas aircraft since 1920. London: Putnam, 1979.
Đặc điểm tổng quát
- Kíp lái: 2
- Chiều dài: 36 ft 9½ in (11,214 m)
- Sải cánh: 36 ft 4 in (11,07 m)
- Chiều cao:  ()
- Trọng lượng cất cánh tối đa: 5.999 lb (2.721 kg)
- Động cơ: 1 × Wright R-1300, 800 hp (600 kW)

 Hiệu suất bay 
- Vận tốc cực đại: 286 mph (460 km/h)
- Vận tốc hành trình: 190 mph (306 km/h)
- Tầm bay: 6½ h ở vận tốc 190 mph (306 km/h)
- Trần bay: 29.600 ft (9.020 m)
- Vận tốc lên cao: ft/phút (m/s)
- Tải trên cánh: lb/ft² (kg/m²)
- Công suất/trọng lượng: hp/lb (kW/kg)